# 보나두츠역
보나두츠역(Bonaduz)은 스위스 그라우뷘덴주의 보나두츠 지자체에 있는 기차역이다. 래티셰 철도의 1,000mm 미터궤 란트콰르트-투지스선에 위치해 있다.
역은 한 시간에 두 번 운행되며, 쉬어스에서 출발하는 S1 기차는 레췬스에서, S2 기차는 쿠어에서 출발하여 투지스까지 운행한다. 생모리츠를 오가는 장거리 열차는 이른 아침과 늦은 저녁에만 이 역에 정차한다.

## 운행편
다음 서비스는 보나두츠에서 정차한다.
- 레기오 : 생모리츠와 쿠어 사이의 제한된 운행
- 쿠어 S-반 :
  - S1 : 레췬스와 쉬어스 사이에 매시간 운행.
  - S2 : 투지스와 쿠어 사이에 매시간 운행.